# Thourotte
 Thourotte  ist eine französische Gemeinde mit 4460 Einwohnern (Stand 1. Januar 2022) im Département Oise in der Region Hauts-de-France. Sie gehört zum Arrondissement Compiègne, zum Gemeindeverband Deux Vallées zum Kanton Thourotte. Die Bewohner nennen sich Thourottois.

## Lage
Die Industriegemeinde Thourotte liegt an der Mündung des Flusses Matz in die Oise und am parallel verlaufenden Oise-Seitenkanal, sieben Kilometer nordnordöstlich der Innenstadt von Compiègne.

## Bevölkerungsentwicklung
| Jahr                       | 1962 | 1968 | 1975 | 1982 | 1990 | 1999 | 2006 | 2012 | 2021 |
| -------------------------- | ---- | ---- | ---- | ---- | ---- | ---- | ---- | ---- | ---- |
| Einwohner                  | 3151 | 3155 | 3500 | 4922 | 5256 | 5239 | 4857 | 4645 | 4456 |
| Quellen: Cassini und INSEE |      |      |      |      |      |      |      |      |      |

## Sehenswürdigkeiten
- Kirche Notre-Dame, erbaut im 12. Jahrhundert
- Kapelle Sainte-Louise
- zwei Wassertürme

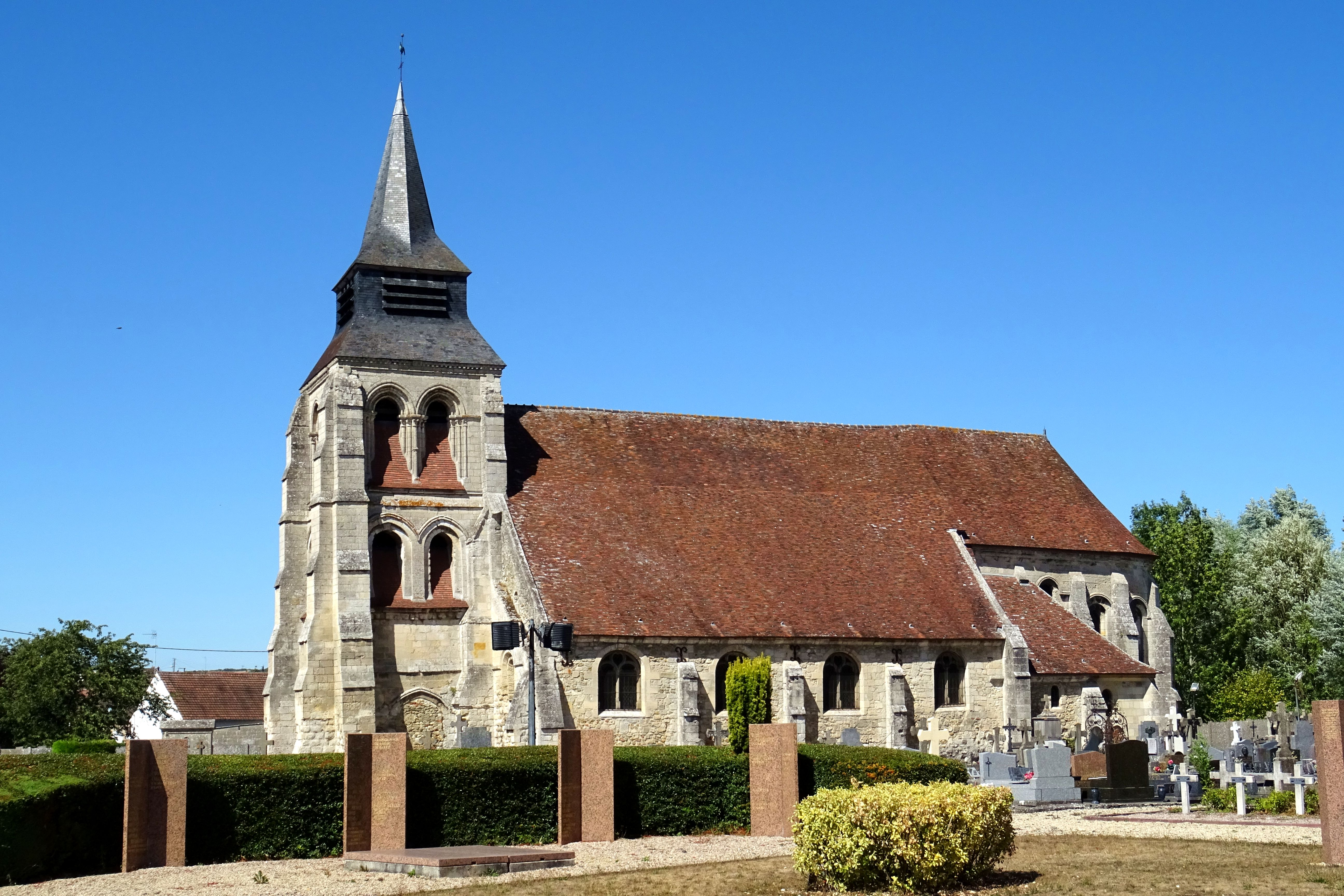
Kirche Notre-Dame
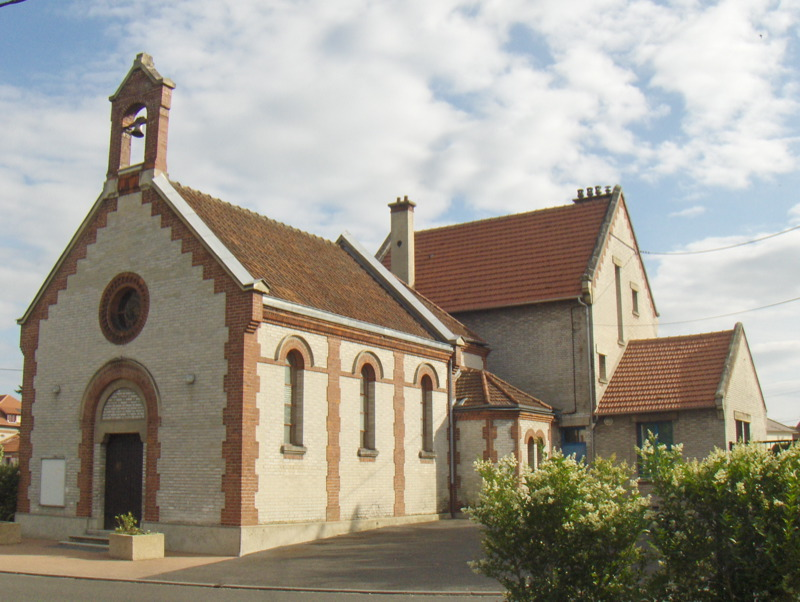
Kapelle Sainte-Louise
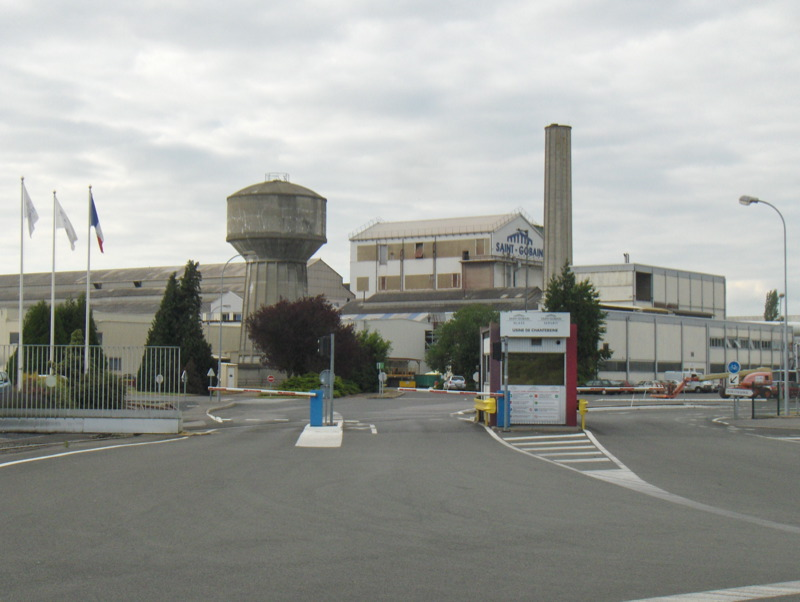
Glaswerk
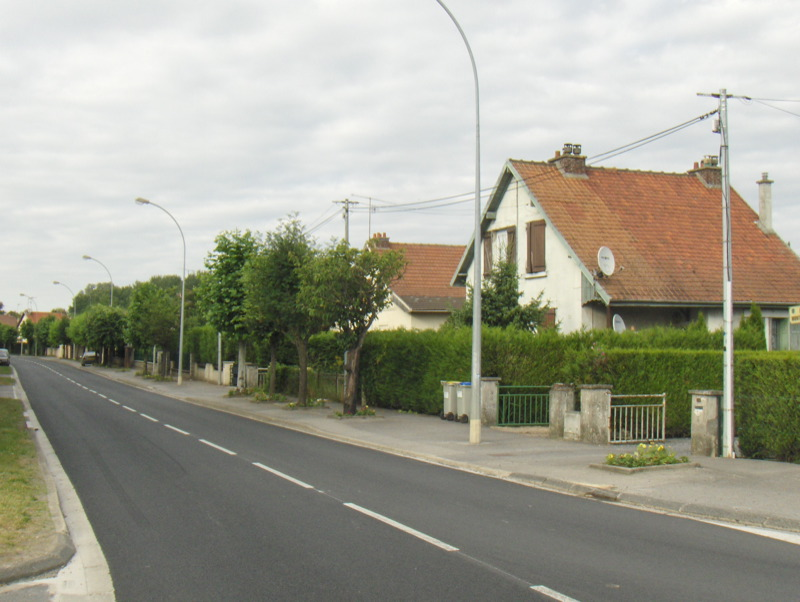
Arbeitersiedlung des Glaswerks
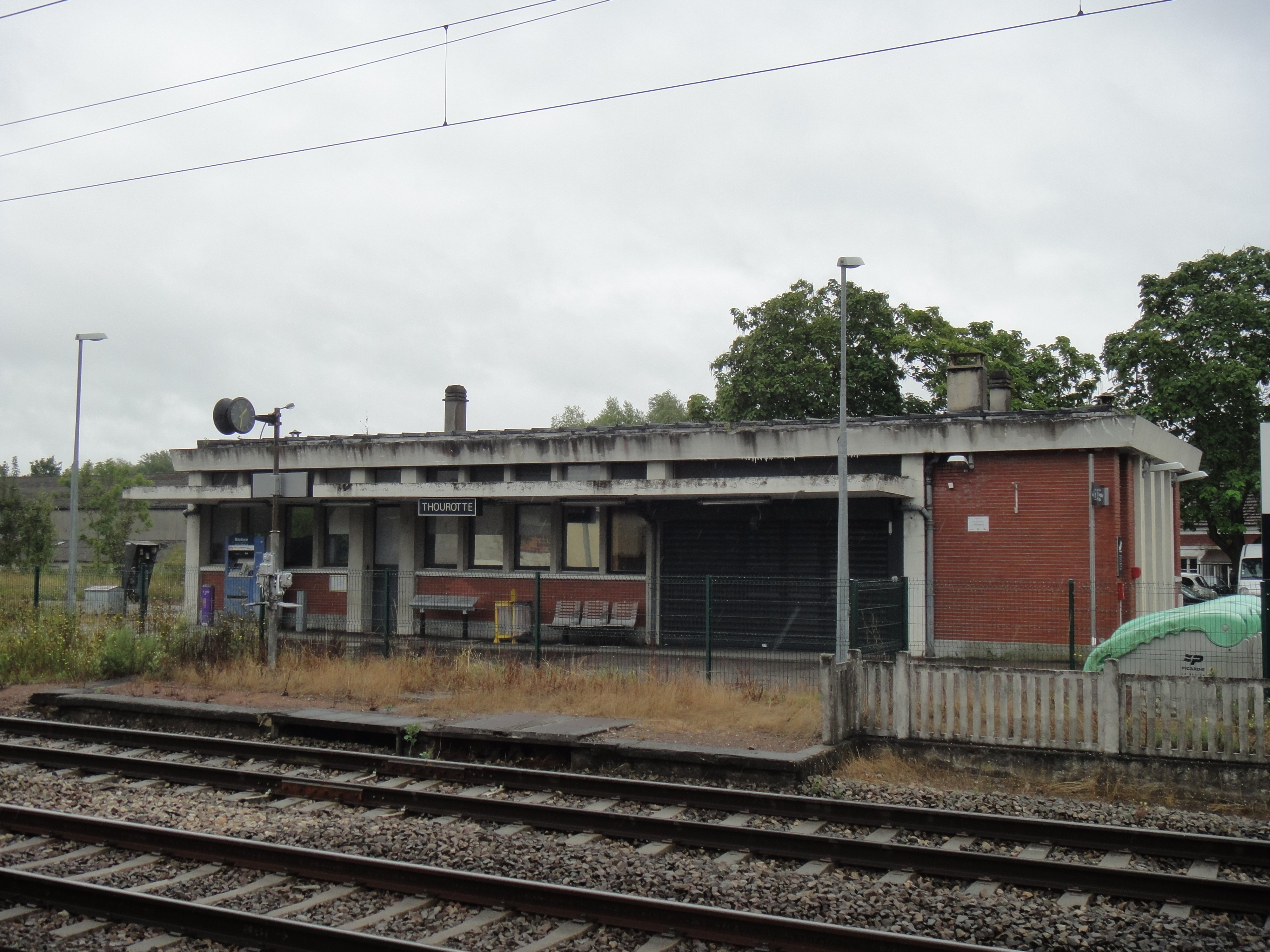
Bahnhof

## Wirtschaft
Prägend für Thourotte ist das im Nordosten der Gemeinde liegende große Glaswerk des Industriekonzerns Compagnie de Saint-Gobain.

## Gemeindepartnerschaften
Seit 1983 wird eine Partnerschaft mit Rimbach im Odenwald gepflegt. 2006 kam die Gemeinde Alter do Chão in Portugal hinzu.